# Aschkopfvireo
Der Aschkopfvireo (Hylophilus pectoralis) ist eine südamerikanische Singelvogelart aus der Familie der Vireos.

## Beschreibung
Der Aschkopfvireo erreicht eine Größe bis 12 Zentimetern. Männchen wiegen zwischen 10,3 und 12,4 Gramm, Weibchen zwischen 10,6 und 11,8 Gramm. Die Geschlechter sehen gleich aus. Stirn, Oberkopf und Hinterkopf sind stumpf grau. Der Überaugenstreif ist stumpf grau-weiß. Die Ohrdecken sind grau. Die Oberseite einschließlich der Oberflügeldecken sowie der Schwanz sind stumpfgrünlich. Steuerfedern und Schwungfedern haben hellere Säume. Das Kinn ist schmutzig weiß, die Kehle ist grau-weiß gesprenkelt. Die Brust ist grünlich-gelb, an den Seiten heller. Der Bauch ist stumpfweiß, die Flanken sind grau. Die Iris ist braun oder orange-braun. Der Oberschnabel ist dunkelbraun, der Unterschnabel heller braun. Die Beine sind fleischbraun. Juvenile Vögel sind mehr lederfarben und weniger grau am Oberkopf als die Altvögel.

## Lautäußerungen
Der Gesang ist ein fortlaufendes schnelles peeer-peeer-peeer-pre-e-e-e-e. Der letzte Ton ist Teil eines charakteristischen Trillers.

## Vorkommen
Das Verbreitungsgebiet des Aschkopfvireos erstreckt sich vom nordöstlichen Venezuela, Guayana, dem nordöstlichen Suriname, dem nördlichen Französisch-Guayana über Nord- und Zentral-Brasilien bis zum nördlichen Bolivien.

## Lebensraum
Der Lebensraum sind sommergrüne Wälder, Sekundärwälder, Plantagen, Ränder von Mangrovenwäldern von Meereshöhe bis in Höhenlagen von 400 m.

## Lebensweise
In Suriname wurden Nester mit Eiern im frühen Januar und eben flügge gewordene Jungvögel Mitte September beobachtet. Die offenen, schalenförmigen Nester werden von beiden Geschlechtern zwischen Zweigen errichtet. Das Gelege besteht aus zwei weißen Eiern mit schwarzen Flecken und einem stumpfen Ende. Die Eier werden von beiden Eltern bebrütet. Die Nahrung besteht aus Schnabelkerfen, Ameisen, Schmetterlingslarven, Springschrecken und Käfern. Gelegentlich bereichert pflanzliche Kost wie die Beeren von Riemenblumengewächsen das Nahrungsspektrum.